# Nordost Autobahn
Nordost Autobahn – autostrada nr A 6 w Austrii o długości 22 km. 
Stanowi łącznik autostrady A 4 z Wiednia do Bratysławy. Łączy autostradę A 4 (Ost Autobahn, Knoten Bruckneudorf) z przejściem granicznym Kittsee/Jarovce i dalej ze słowacką autostradą D4. Koszt budowy wyniósł około 154 mln euro. Autostrada została oficjalnie otwarta 19 listopada 2007 roku, natomiast dla powszechnego użytku została dopuszczona 20 listopada 2007 roku.